# Place Sainte-Catherine (Bruxelles)
La place Sainte-Catherine (en néerlandais : Sint-Katelijneplein) se situe au centre de Bruxelles, en Belgique, bordée de nombreux édifices remarquables, tel que la tour Noire. Sur la place se trouve également l'église Sainte-Catherine.

## Situation géographique
La place Sainte-Catherine fut aménagée vers la fin du XIXe siècle, à l'endroit où se situait les grands bassins de Sainte-Catherine jusqu'en 1853.
Il s'agit d'une place de forme allongée qui prend sa naissance à la place du Vieux Marché aux Grains, s'étend de part et d'autre de l'église Sainte-Catherine, perpendiculairement au quai aux Briques et au quai au Bois à Brûler, et débouche sur la rue de Laeken et la rue de l'Évêque.

## Historique

### Le bassin de Sainte-Catherine

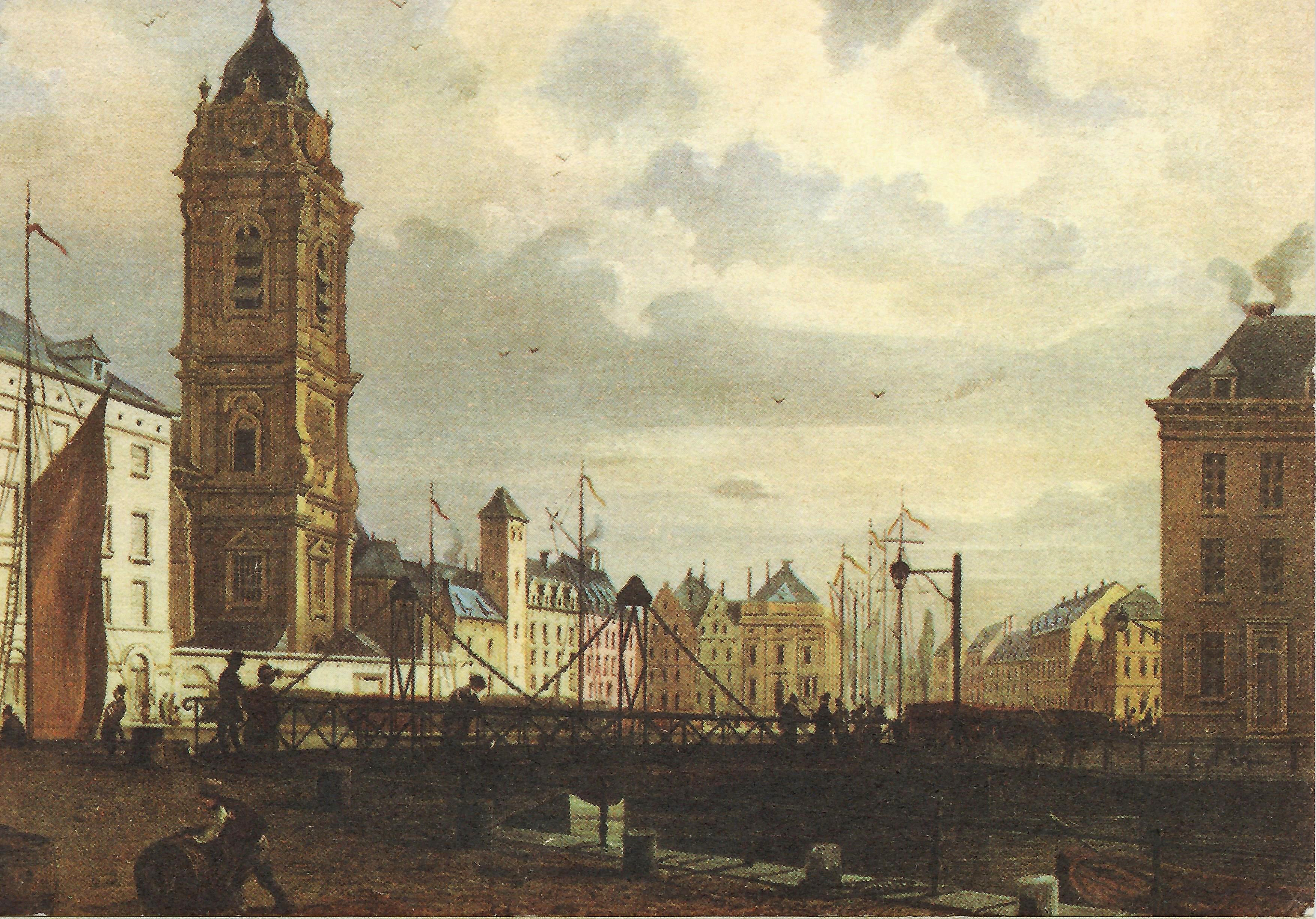
Bassin de Sainte-Catherine

La Belgique, malgré son emplacement adossé à la mer du nord, manquait de voies maritimes et avait donc besoin de bassins tel que celui de Sainte-Catherine afin d'étendre son commerce.
Le bassin de Sainte-Catherine ainsi que celui des Barques et des Marchands formaient le port intérieur dans l'enceinte de Bruxelles. Cette voie navigable fut déjà promulguée par Marie de Bourgogne en 1477 mais n'est entreprise que pendant le règne de Charles Quint. Le Bassin de Sainte-Catherine qui longeait la première enceinte de la ville fut creusé en 1564. Ce dernier deviendra l'endroit le plus fréquenté du port,.
La fonction principale des bassins était économique, axée sur le transport de marchandises, ce qui expliquait qu'elle soit la voie maritime la plus empruntée de l'époque. Précisons, que chaque bassin avait sa spécificité.

### Le canal de Willebroeck
Le canal reliant Bruxelles à Willebroeck, dont la construction fut terminée en 1561, est l'un des plus anciens de Belgique et d'Europe. Au début du XVe siècle, l'idée de créer un canal reliant Bruxelles et Anvers, en passant par le fleuve de l'Escaut, a germé chez les bruxellois. Anvers devenant un pilier dans le commerce maritime, une clé pour la croissance économique de Bruxelles. Le gouvernement central y voyait un bon investissement. En 1477, Marie de Bourgogne a donné l'autorisation à Bruxelles pour la construction du canal, confirmé par la suite par l'empereur Charles Quint en 1531,.
Les travaux ont débuté environ 20 ans après, à partir de Bruxelles et sous la direction du bourgmestre Jan de Locquenghien de Koekelberg. La dépense pour la construction était de 800 000 florins. Afin de pouvoir payer, la ville de Bruxelles a contracté des emprunts et a instauré de nouveaux impôts,.
Au cœur de Bruxelles, plusieurs quais furent rapidement aménagés dont celui du bassin de Sainte-Catherine après l'ouverture du canal.

### Le bombardement de 1695
Les bombardements du centre de Bruxelles par les troupes de Louis XIV ont marqué la fin du XVIIe siècle. Cet évènement dramatique dura du 13 au 15 août 1695 qui a conduit à plusieurs incendies dévastateurs. On a constaté une renaissance de l'architecture baroque à cette époque.
À la suite des bombardements de Louis XIV, une obligation préalable pour construire autour de la Grand-Place devient nécessaire. De plus, l'endroit garde le même canevas.

### Remblaiement du bassin de Sainte-Catherine
Le cœur des transactions commerciales se situait au bassin de Sainte-Catherine jusqu'au milieu du XIXe siècle. Lors de la création du canal de Willebroeck, les bassins se sont vu remblayer. Sur base de l'intérêt général de la ville et du commerce, il a été estimé que les bassins n'étaient plus nécessaires dans la mesure où ils avaient perdu leur utilité.
Le remblaiement résultait également de l'apparition des chemins de fer en 1835, la première ligne de chemin de fer entre Bruxelles et Malines. Les chemins de fer sont devenus la plaque tournante de l'essor commercial de la ville ainsi que le principal moyen de transport de marchandises. Le développement rapide des voies ferrées a facilité le développement des activités industrielles tout au long du XIXe siècle. On constate par la suite que les bassins ont été remblayés tandis que les chemins de fer sont toujours d'actualité.

## Description
La place Sainte-Catherine se situe autour de l'église du même nom.

### Architecture et monuments

#### La tour Noire

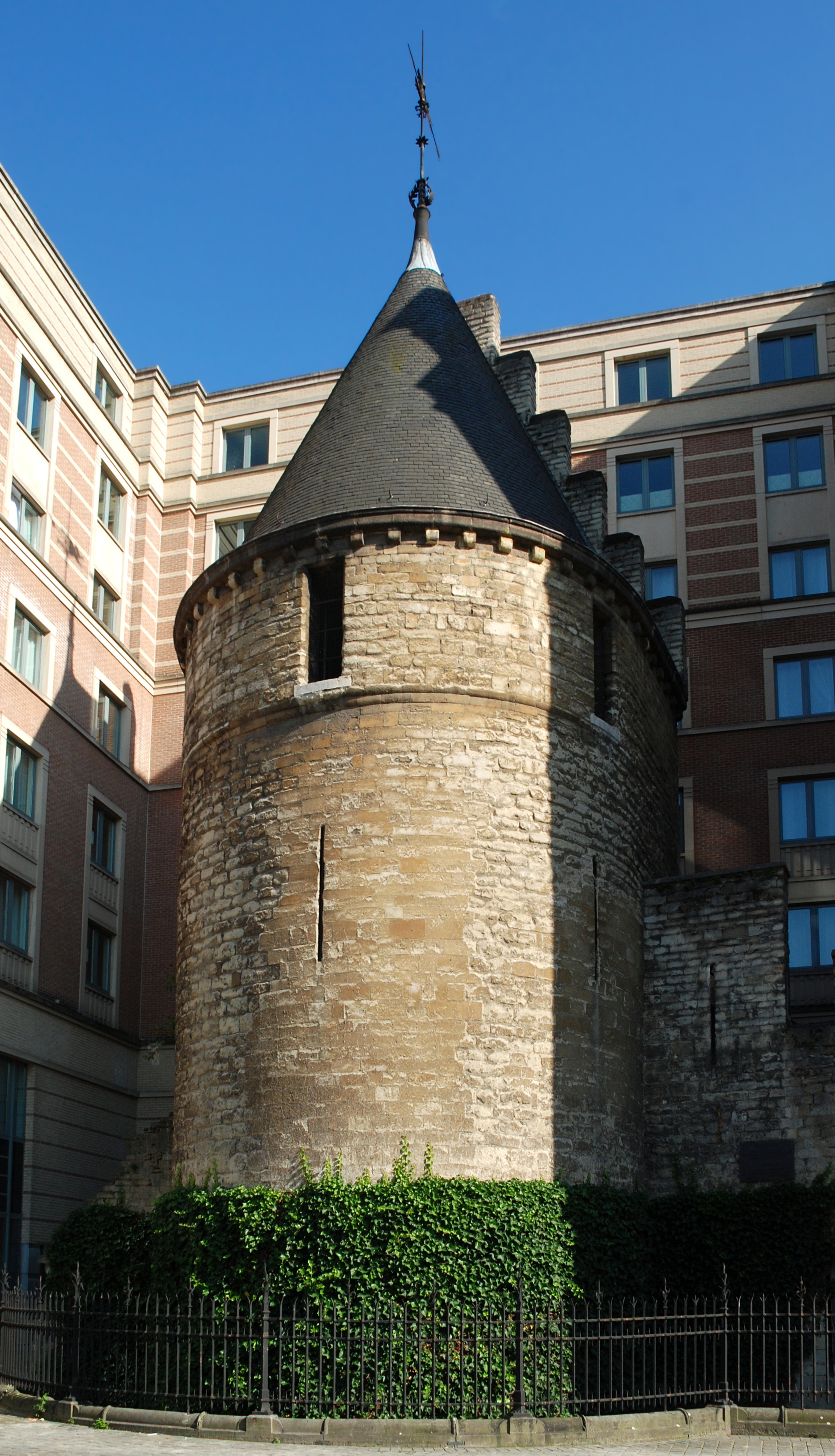
Tour Noire

À proximité de l'église Sainte-Catherine se situe la tour Noire, vestige de la première enceinte de Bruxelles datant du XIIIe siècle. Elle fut construite sur le quai longeant le bassin de Sainte-Catherine. Actuellement intégrée dans l'hôtel Novotel-Tour Noire, ce monument historique est classé.

#### L'église Sainte-Catherine

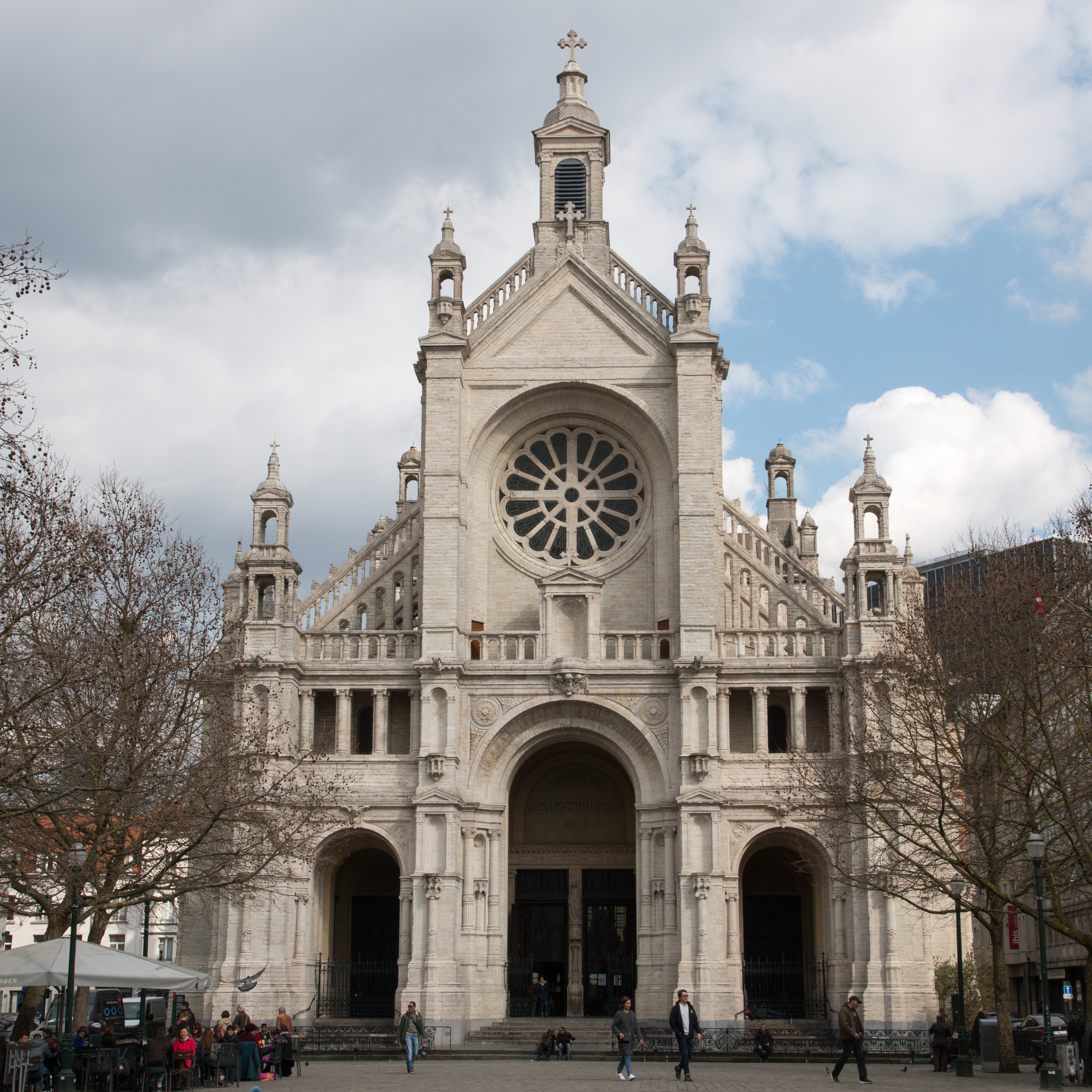
Église Sainte-Catherine

Sur le même site que l'actuelle église Sainte-Catherine se trouvait l'ancienne chapelle Sainte-Catherine qui fut construite dans la première enceinte de Bruxelles autour de l'an 1200. Cette chapelle a été complètement détruite en 1893.
L'actuelle église Sainte-Catherine s'érige sur la place portant le même nom. Elle fut construite sur l'un des bassins de l'ancien port de Bruxelles, à savoir celui de Sainte-Catherine, entre 1854 et 1874, par Joseph Poelaert, l'architecte du palais de justice. Elle tire à la fois ses influences des styles gothique, roman et Renaissance.
L'église se localise dans une rue commerçante composée de belles maisons qui aboutit au marché aux poissons. La tour Noire se situe sur l'un des flancs de l'église.

### Le marché aux Poissons
Le marché aux Poissons se situe au nord-ouest de place Sainte-Catherine et est parfois confondu avec elle. À cet endroit que se trouvait aussi un ancien bassin, on peut l'attester de part "deux petites pièces d'eau rectangulaires rappelant l'ancienne vocation des lieux".
Le quartier des anciens quais demeure reconnaissable, au sud du marché aux Poissons entre le quai des Briques et le quai au Bois à Brûler, actuellement piéton. De nos jours, diverses activités, tels que des marchés, s'y déroulent Cette place connait un succès des foules.

## Évolutions économiques
Grâce à la mise en place du port interne de Bruxelles, notamment dû au canal de Willebroeck, l'activité économique de la ville se développait considérablement. L'essor économique était principalement dû au transport de marchandises maritime. En conséquence, les quartiers de Sainte-Catherine ont connu une activité artisanale, industrielle et commerciale fulgurante.
En 1950, l'église Sainte-Catherine était en mauvais état et Bruxelles a connu une augmentation du trafic automobile. Il s'est vu la nécessité croissante de créer des parkings. En 1954, le Conseil communal a développé un projet de parking à ciel ouvert qui entraina la suppression du marché aux poissons. C'est alors qu'en 1957, le Conseil communal était dès lors favorable à la destruction de cette église qui constituait un complexe idéal à la réalisation de ce projet. De plus, elle constituait un obstacle pour les automobilistes, ne permettant pas d'accéder au centre de la ville.

## Développements socio-culturels

### Verrerie
La place Sainte-Catherine fut explorée en 1968 : cinq verres de la fin du XVIe siècle, ou du XVIIe siècle ont été trouvés à l'extrémité de la place. Cette découverte vient enrichir le patrimoine verrier de Bruxelles.

### Marchés aux poissons, fruits et légumes
Quotidiennement, un marché de fruits et légumes anime la place, notamment à l'heure du déjeuner. Entre le quai des Briques et le quai au Bois à Brûler, l'espace de l'ancien bassin a été d'abord réservé à un marché aux poissons qui est actuellement devenu une zone piétonne.

### Horeca et commerces
Le quartier de la place Sainte-Catherine est bordée de restaurants. La plupart d'entre eux propose du poisson ou des fruits de mer et ils sont réputés être les meilleurs de la ville. Ceci s'explique en raison du passé maritime de la place Sainte-Catherine qui est le lieu des bassins de l'ancien port de Bruxelles ainsi que de son ancien marché au poisson.

### Plaisirs d'hiver et marché de Noël
Chaque année la place Sainte-Catherine accueille des milliers de visiteurs pour les « Plaisirs d'hiver » ainsi que pour le marché de Noël. La place occupe plus de 200 chalets pour le marché de Noël, des jeux d'attractions et une patinoire pour les fans de glace.

## Accessibilité
La station de métro Sainte-Catherine a été mise en service en 1976. Elle est desservie par les lignes 1 et 5.

### Sources papiers
- Chantal Fontaine , La verrerie dans les anciens Pays-Bas : Bilan des trouvailles archéologiques à Bruxelles (XIVe-XVIIe S.), Bruxelles, Institut Royal du Patrimoine Artistique, s. d., pp. 227 à 229.
- Colette Huberty et Paulo Valente Soares, Le quartier Sainte-Catherine et les anciens quais, Bruxelles, Ministère de la Région de Bruxelles-Capitale, service des Monuments et Sites, s. d.
- Jacques Reybroeck et Denise Brons, Le Patrimoine monumental de la Belgique, Volume 1, Bruxelles, Pierre Mardaga, 1989, p. XXII et L.
- Claire Dickstein-Bernard, « Les lointaines origines de la Chapelle Sainte-Catherine à Bruxelles », Revue belge de philologie et d'histoire, nos 85-2,‎ 2007, p. 279-293 (lire en ligne).

### Sources électroniques
- « Rue, place, quartier… - Place Sainte-Catherine », sur www.petitfute.com (consulté le 25 décembre 2023)
- « Plaisirs d'Hiver et marché de Noël 2021 », sur bruxelles.be via Internet Archive, 10 avril 2017 (consulté le 6 avril 2024)
- Jacques Dubois, « Catherine d'Alexandrie sainte », sur universalis.fr (consulté le 25 décembre 2023)
- « Les bassins », sur reflexcity.net (consulté le 25 décembre 2023)
- (nl) « Kanaal Brussel-Willebroek », sur Discover Brussels - Brussel Ontdekken -…, 20 février 2016 (consulté le 25 décembre 2023)
- https://www.cityzeum.com/la-place-sainte-catherine
- (en) « Episode 2 - Sainte Catherine (Bruxelles) » [vidéo], sur YouTube (consulté le 25 décembre 2023)
- « Sainte-Catherine, l'anti-catherinette », sur Olim et nunc (consulté le 25 décembre 2023)